# Olsen Brothers
Olsen Brothers (Brødrene Olsen) är en dansk musikduo som består av bröderna Jørgen (född 15 mars 1950 i Odense) och Noller (Niels, född 13 april 1954 i Odense). År 2000 vann de Eurovision Song Contest med bidraget "Fly on the Wings of Love".

## Karriär
Bröderna Olsen är från Odense och bildade sitt första band The Kids redan år 1965, då de endast var 15 respektive 11 år gamla. Redan samma år fick de äran att vara förband åt The Kinks, i KB-hallen i Köpenhamn.
De deltog båda i musikalen Hair i Cirkusbygningen, Köpenhamn, i mars 1971. Senare var de på turné med denna runt om i Danmark, Sverige och Norge.
Olsen Brothers gav ut sitt första album 1972, och har spelat in mer än 40 skivor och album. De har sålt 700 000 album och 500 000 singlar i hela världen.
Bland större hitsinglar från duon kan nämnas "Angelina" (1972), "Julie" (1977), "San Francisco" (1978), "Dans Dans Dans" (1979), "Marie, Marie" (1982) och "Neon Madonna" (1985).
Bröderna har deltagit i den danska motsvarigheten till Melodifestivalen – Dansk Melodi Grand Prix – allt som allt nio gånger, varav Jørgen Olsen deltagit ensam tre av gångerna. De vann både den danska Melodifestivalen och senare hela Eurovision Song Contest 2000 i Stockholm med "Fly on the Wings of Love" (dansk originaltitel: "Smuk som et Stjerneskud").
Gruppen lades ner 2019 på grund av Nils "Noller" Olsens sjukdom.